# Картилье, Антонин
Антони́н Картилье́ (фр. Antonin Cartillier; род. 23 июня 2004) — французский футболист, защитник клуба «Монако».

## Клубная карьера
Картилье — воспитанник клубов «Блуа» и «Монако». В 2022 году игрок начал выступать за дублирующий состав последних. 13 января в матче против «Реймса» он дебютировал в Лиге 1. В том же году Антонин на правах аренды перешёл в «Брест».